# Хоробичи (пункт контроля)
Хоробичи — обустроенный пункт контроля пункта пропуска «Сновск — Тереховка» на государственной границе Украины с Белорусью.

## Описание
Расположен в Черниговской области, Черниговский район, на железнодорожной станции Хоробичи в одноимённом селе на железнодорожном отрезке Бахмач — Гомель (Беларусь). Расстояние до государственной границы — 8 км.
Вид пункта пропуска — железнодорожный. Статус пункта пропуска — международный, круглосуточный.
Характер перевозок — пассажирский, грузовой.
Кроме радиологического, таможенного и пограничного контроля, пункт контроля Хоробичи может осуществлять фитосанитарный и ветеринарный контроль.
Пункт контроля Хоробичи входит в состав таможенного поста «Сновск» Черниговской таможни. Код пункта контроля — 10 207 09 00 (12).

## История
В марте 2010 года на пункте пропуска Хоробичи была пресечена попытка гражданина Белоруссии контрабандно вывезти из Украины множество незадекларированных предметов нумизматики, фалеристики и букинистики.
В июле 2013 года у россиянки при въезде в Украину изъяли чай, мыло и макароны, при изготовлении которых могла использоваться конопля.
В марте 2014 года через пункт пропуска Хоробичи не пропускали в Украину много граждан России, которые везли с собой камуфляжную одежду, спальные мешки и другое походное снаряжение.
В начале апреля 2014 года не пропустили в Украину гражданина России, который вёз 39 патронов калибра 9 мм, снаряжённых резиновыми пулями.
В ноябре 2014 года гражданка с паспортами РФ и США пыталась провезти на Украину 5 туб с таблетками «Трамадол».